# Psiliglossa anatolica
Psiliglossa anatolica är en stekelart som beskrevs av Giordani Soika 1979. Psiliglossa anatolica ingår i släktet Psiliglossa och familjen Eumenidae. Inga underarter finns listade i Catalogue of Life.